# Micromacrocera stenobasis
Micromacrocera stenobasis är en tvåvingeart som beskrevs av Papp 2008. Micromacrocera stenobasis ingår i släktet Micromacrocera och familjen platthornsmyggor. Inga underarter finns listade i Catalogue of Life.